# Raquel Giscafré
| jaar | rang enkelspel | rang dubbelspel |
| ---- | -------------- | --------------- |
| 1971 |                | 100             |
| 1972 |                | 99              |
| 1973 |                | 69              |
| 1974 |                | 42              |
| 1975 | 53             | 55              |
| 1976 | 85             | 79              |
| 1977 | 81             | 83              |
| 1978 | 114            | 123             |
| 1979 | 155            |                 |
| 1980 | 231            |                 |

Raquel Giscafré (Santa Fe, 15 mei 1949) is een voormalig tennisspeelster uit Argentinië. Giscafré was actief in het internationale tennis van 1966 tot en met 1983. Van 1972 tot en met 1975 was zij de nationale nummer één in Argentinië (en nummer twee in 1970, 1971 en 1976). Zij bereikte haar beste resultaten op gravel.

## Loopbaan

### Enkelspel
Giscafré werd al in januari 1966 gesignaleerd op het Australisch tenniskampioenschap, waar zij in de eerste ronde verloor. In juli van dat jaar zegevierde zij op een graveltoernooi in de Zwitserse plaats Villars, waar zij in de finale de Française Nicole Filippone versloeg. In 1969 won zij haar eerste grandslampartijen op Roland Garros.
Giscafré beleefde het hoogtepunt van haar loopbaan in 1974. In dat jaar bereikte zij zes finales, waarvan zij er twee won. Haar beste resultaat op de grandslamtoernooien is het bereiken van de halve finale, op Roland Garros 1974. Haar hoogste notering op de wereldranglijst ligt binnen de top 50, die zij bereikte in 1974.

### Dubbelspel
Giscafré was in het dubbelspel iets actiever, en ook een fractie succesvoller, dan in het enkelspel. In 1966 nam zij al deel aan het WTA-toernooi van Rome, samen met landgenote Graciela Moran – zij bereikten er de tweede ronde. Later dat jaar bereikte zij met Moran de halve finale op het WTA-toernooi van Buenos Aires.
In 1968 had Giscafré haar grandslamdebuut op Roland Garros, geflankeerd door Virginia Cáceres uit Peru. Vier weken later won dit koppel hun eerste grandslampartij op Wimbledon – in de tweede ronde werden zij uitgeschakeld door het Nederlandse duo Ada Bakker en Astrid Suurbeek.
In 1971 bereikte Giscafré de finale van het WTA-toernooi van Nottingham, met de Chileense Ana María Pinto Bravo aan haar zijde – die verloren zij van Françoise Dürr en Julie Heldman. In 1973 won zij op het Swiss Open in Gstaad haar eerste grote titel, samen met de Amerikaanse Julie Anthony.
Haar beste resultaat op de grandslamtoernooien is het bereiken van de halve finale – voor de eerste keer gebeurde dat op Roland Garros 1974, met de Italiaanse Anna-Maria Nasuelli aan haar zijde. In 1977 kwam zij nog tweemaal tot de halve finale, op Roland Garros (met de Australische Cynthia Doerner) en op het US Open (met de Amerikaanse Lele Forood).

#### Gemengd dubbelspel
In deze discipline bereikte Giscafré de halve finale op het US Open 1974, samen met de Australiër Ray Keldie, en de kwartfinale op Roland Garros 1977, met landgenoot Tito Vázquez aan haar zijde.

### Tennis in teamverband
In de periode 1966–1978 maakte Giscafré deel uit van het Argentijnse Fed Cup-team – zij vergaarde daar een winst/verlies-balans van 18–15.

### Na de actieve loopbaan
In de periode 1984–2007 had Giscafré, samen met de Amerikaanse Jane Stratton, de leiding over het WTA-toernooi van San Diego.

## Palmares

### Finaleplaatsen enkelspel
| nr.              | finale     | toernooi         | ondergrond | tegenstandster      | score         | ref    |
| ---------------- | ---------- | ---------------- | ---------- | ------------------- | ------------- | ------ |
| gewonnen finales |            |                  |            |                     |               |        |
| 1.               | 1973-08-13 | WTA Brummana     | gravel     | Alena Palmeová-West | 6-4, 9-7      | [ 16 ] |
| 2.               | 1974-08-04 | WTA Istanbul     | gravel     | Alena Palmeová-West | 6-1, 6-3      | [ 17 ] |
| 3.               | 1974-11-24 | WTA Buenos Aires | gravel     | Beatriz Araújo      | 7-5, 1-6, 6-2 | [ 18 ] |
| 4.               | 1975-11-16 | WTA Buenos Aires | gravel     | Kristien Shaw       | 6-2, 6-4      | [ 19 ] |
| verloren finales |            |                  |            |                     |               |        |
| 1.               | 1973-07-17 | WTA Gstaad       | gravel     | Julie Anthony       | 4-6, 5-7      | [ 20 ] |
| 2.               | 1973-07-29 | WTA München      | gravel     | Helga Hösl          | 6-4, 2-6, 1-6 | [ 21 ] |
| 3.               | 1974-06-03 | WTA Berlijn      | gravel     | Helga Hösl          | 4-6, 0-6      | [ 22 ] |
| 4.               | 1974-07-13 | WTA Dublin       | gravel     | Gail Chanfreau      | 4-6, 1-6      | [ 23 ] |
| 5.               | 1974-08-12 | WTA Brummana     | gravel     | Christine Matison   | ?             | [ 24 ] |
| 6.               | 1974-09-29 | WTA Stockton     | hardcourt  | Carrie Meyer        | 6-4, 1-6, 2-6 | [ 25 ] |

### Finaleplaatsen vrouwendubbelspel
| nr.              | finale     | toernooi         | ondergrond    | partner                  | tegenstandsters                     | score         | ref           |
| ---------------- | ---------- | ---------------- | ------------- | ------------------------ | ----------------------------------- | ------------- | ------------- |
| gewonnen finales |            |                  |               |                          |                                     |               |               |
| 1.               | 1973-07-17 | WTA Gstaad       | gravel        | Julie Anthony            | Chang Ching-ling Carmen Mandarino   | 6-2, 6-0      | [ 20 ]        |
| 2.               | 1974-05-26 | WTA Hamburg      | gravel        | Helga Hösl               | Martina Navrátilová Renáta Tomanová | 6-3, 6-2      | [ 26 ]        |
| 3.               | 1974-07-13 | WTA Dublin       | gravel        | Dianne Fromholtz         | Mandy Morgan Pam Whytcross          | 6-2, 6-1      | [ 23 ]        |
| 4.               | 1975-11-16 | WTA Buenos Aires | gravel        | Beatriz Araújo           | Michelle Rodríguez Kristien Shaw    | 6-3, 2-6, 8-6 | [ 19 ]        |
| 5.               | 1977-07-10 | WTA Båstad       | gravel        | Cynthia Doerner          | Helena Anliot Florența Mihai        | 6-2, 7-5      | [ 27 ]        |
| verloren finales |            |                  |               |                          |                                     |               |               |
| 1.               | 1971-06-12 | WTA Nottingham   | gras          | Ana María Pinto Bravo    | Françoise Dürr Julie Heldman        | 0-6, 3-6      | [ 28 ]        |
| 2.               | 1974-11-09 | WTA Edinburgh    | tapijt (i)    | Isabel Fernández de Soto | Mima Jaušovec Virginia Ruzici       | 4-6, 6-4, 4-6 | [ 29 ]        |
| 3.               | 1974-11-24 | WTA Buenos Aires | gravel        | Beatriz Araújo           | Katja Ebbinghaus Helga Masthoff     | 0-6, 1-6      | [ 18 ]        |
| 4.               | 1975-07-13 | WTA Båstad       | gravel        | Fiorella Bonicelli       | Janet Newberry Pam Teeguarden       | 3-6, 3-6      | [ 27 ] [ 30 ] |
| 5.               | 1975-07-20 | WTA Kitzbühel    | gravel        | Fiorella Bonicelli       | Sue Barker Pam Teeguarden           | 4-6, 3-6      | [ 31 ]        |
| 6.               | 1978-06-11 | WTA Beckenham    | gras          | Lele Forood              | Laura duPont Sharon Walsh           | 3-6, 1-6      | [ 32 ]        |
| 7.               | 1979-02-11 | WTA Montréal     | hardcourt (i) | Jane Stratton            | Marjorie Blackwood Kym Ruddell      | 4-6, 6-3, 4-6 | [ 33 ]        |
| 8.               | 1979-03-02 | WTA Roanoke      | tapijt (i)    | Jane Stratton            | Caryn Copeland Heather Ludloff      | 3-6, 3-6      | [ 34 ]        |

### Finaleplaatsen gemengd dubbelspel
| nr.              | finale     | toernooi     | ondergrond | partner     | tegenstanders                  | score    | ref    |
| ---------------- | ---------- | ------------ | ---------- | ----------- | ------------------------------ | -------- | ------ |
| gewonnen finales |            |              |            |             |                                |          |        |
| 1.               | 1973-08-13 | WTA Brummana | gravel     | Sandy Mayer | Jackie Fayter Robert Maud      | 6-4, 6-2 | [ 16 ] |
| 2.               | 1974-08-12 | WTA Brummana | gravel     | Butch Walts | Christine Matison Mark Farrell | ?        | [ 24 ] |

## Resultaten grandslamtoernooien
| Legenda | Legenda                          |
| ------- | -------------------------------- |
| g.t.    | geen toernooi gehouden           |
| l.c.    | lagere categorie                 |
| –       | niet deelgenomen                 |
| G       | uitgeschakeld in de groepsfase   |
| 1R      | uitgeschakeld in de eerste ronde |
| 2R      | uitgeschakeld in de tweede ronde |
| 3R      | uitgeschakeld in de derde ronde  |
| 4R      | uitgeschakeld in de vierde ronde |
| KF      | uitgeschakeld in de kwartfinale  |
| HF      | uitgeschakeld in de halve finale |
| F       | de finale verloren               |
| W       | het toernooi gewonnen            |
| w-v     | winst/verlies-balans             |

### Enkelspel
| Australian Open | 1R | –  | –  | –  | –  | –  | –  | –  | –  | –  | –  | –  |
| Roland Garros   | –  | 1R | 3R | 1R | –  | 2R | HF | KF | –  | 2R | 2R | 1R |
| Wimbledon       | –  | 2R | 1R | 1R | 2R | 2R | 4R | 2R | –  | 1R | 1R | 2R |
| US Open         | –  | –  | –  | 1R | –  | –  | 1R | 1R | 2R | –  | –  | 2R |

### Vrouwendubbelspel
| Australian Open | –  | –  | –  | –  | –  | –  | –  | –  | –  | –  | –  | –  | –  | –  | –  |
| Roland Garros   | 1R | 2R | 3R | 1R | 1R | HF | KF | –  | HF | HF | 2R | 1R | –  | 1R | 1R |
| Wimbledon       | 2R | 2R | 3R | –  | –  | 2R | 1R | –  | 2R | 2R | 2R | 2R | –  | –  | –  |
| US Open         | –  | –  | 1R | –  | 1R | KF | 1R | 1R | HF | HF | 3R | 2R | 1R | 1R | –  |

### Gemengd dubbelspel
| Australian Open | –  | –  | g.t. | g.t. | g.t. | g.t. | g.t. | g.t. | g.t. | g.t. |
| Roland Garros   | 1R | 1R | 2R   | –    | –    | 1R   | KF   | KF   | 2R   | –    |
| Wimbledon       | –  | –  | 1R   | 2R   | –    | 1R   | –    | –    | 2R   | 1R   |
| US Open         | –  | –  | 3R   | –    | HF   | –    | –    | –    | –    | –    |